# كرتل (قيلاب)
کرتل (بالفارسية: کرتل) هي قرية تقع في قسم قيلاب الريفي، بمقاطعة أنديمشك التابعة لمحافظة خوزستان، إيران. يقدر عدد سكانها بـ 21 نسمة حسب الإحصاء السكاني الذي تمّ في عام 2006.